# USS Selfridge (DD-357)
USS Selfridge (DD-357) – amerykański niszczyciel z okresu II wojny światowej, jedna z ośmiu jednostek typu Porter. Budowany od grudnia 1933 roku w New York Shipbuilding w Camden, wszedł do służby w US Navy 25 listopada 1936 roku. Po odbyciu dziewiczego rejsu na Morze Śródziemne, od końca 1937 roku został włączony w skład Battle Force, operujących na Pacyfiku.
W dniu ataku na Pearl Harbor jego załoga była wśród pierwszych, które otworzyły ogień przeciwlotniczy do japońskich samolotów. W kolejnych tygodniach operował w eskorcie lotniskowca „Saratoga” podczas próby pomocy obrońcom wyspy Wake i później, po storpedowaniu lotniskowca przez japoński okręt podwodny. W sierpniu 1942 roku wziął udział w walkach o Guadalcanal, po bitwie koło Savo uczestnicząc w zatopieniu uszkodzonego australijskiego krążownika „Canberra”. 
W nocy z 6 na 7 października 1943 roku starł się z niszczycielami przeciwnika w bitwie koło Vella Lavella. Trafiony japońską „długą lancą”, utracił część dziobową oraz 49 członków załogi. Po remoncie i przezbrojeniu powrócił do służby w maju 1944 roku. Wziął udział w desancie na Marianach i bitwie na Morzu Filipińskim. Od września został przeniesiony na Atlantyk, do kapitulacji III Rzeszy eskortując konwoje do Afryki Północnej i Europy. Wycofany ze służby 15 października, a skreślony z listy floty 1 listopada 1945 roku, został sprzedany firmie rozbiórkowej i zezłomowany w 1947 roku.

## Projektowanie i budowa
Pod koniec lat 20. XX wieku w Stanach Zjednoczonych prowadzono prace koncepcyjne nad skonstruowaniem dużych niszczycieli, zdolnych do pełnienia roli przewodników flotylli. Podpisany w kwietniu 1930 roku traktat londyński ograniczył maksymalną wyporność niszczycieli na 1850 ton angielskich (ts) i taką graniczną wielkość przyjęto dla projektowanych jednostek. W maju 1932 roku stocznia New York Shipbuilding z Camden w stanie New Jersey przedstawiła szczegółowy projekt nowego typu niszczycieli, nazwanego typem Porter od nazwy pierwszej budowanej jednostki i otrzymała kontrakt na cztery okręty. Kolejne cztery miała wybudować stocznia Fore River w Quincy, należąca do koncernu Bethlehem Steel. Stępki pod wszystkie cztery zamówione w Camden niszczyciele, w tym DD-357, przyszłego „Selfridge”, położono tego samego dnia, 18 grudnia 1933 roku.
Ceremonia wodowania okrętu odbyła się 18 kwietnia 1936 roku, nazwę, nadaną dla uczczenia ojca i syna – admirałów Thomasa O. Selfridge'a (1804–1902) i Thomasa O. Selfridge'a juniora (1836–1924) – użyto po raz drugi w historii US Navy. Matką chrzestną była żona krewnego patronów, Duncana I. Selfridge'a. Niszczyciel został przejęty przez US Navy 25 listopada 1936 roku, z komandorem H. D. Clarkiem jako pierwszym dowódcą.

## Opis konstrukcji
Jak wszystkie niszczyciele typu Porter, „Selfridge” miał stalowy, nitowany kadłub o klasycznym kształcie, z wzniesioną dziobówką i uskokiem na wysokości przedniego komina. Charakterystyczną cechą pierwotnego wyglądu okrętu były rozbudowane, wysokie nadbudówki i dwa trójnożne maszty. Przy długości całkowitej 116,2 m (113,4 m na konstrukcyjnej linii wodnej) i szerokości maksymalnej 11,3 m, projektowana wyporność standardowa wynosiła 1834 ts, a pełna 2597 ts, a zanurzenie przy wyporności pełnej 3,96 m (po wojennych modernizacjach, gdy wyporność pełna wzrosła do ponad 2850 ts, zanurzenie maksymalne przekraczało 4,2 m). Projektowana załoga miała liczyć 194 oficerów, podoficerów i marynarzy, w późniejszym okresie, wraz ze wzmacnianiem małokalibrowego uzbrojenia przeciwlotniczego, wzrastała.
Napęd okrętu stanowiły dwie, umieszczone w oddzielnych maszynowniach, turbiny parowe systemu Parsonsa, zasilane w parę przez cztery kotły wodnorurkowe Babcock & Wilcox i napędzające dwie śruby. Łączna moc siłowni wynosiła 50 000 shp i miała według projektu zapewnić uzyskanie prędkości maksymalnej 37 węzłów. Zapas 635 ton paliwa płynnego pozwalał na uzyskanie zasięgu maksymalnego 6500 mil morskich przy prędkości ekonomicznej 12 węzłów. Zasilanie w energię elektryczną zapewniały dwa turbogeneratory o łącznej mocy 400 kW oraz dwa awaryjne generatory wysokoprężne o mocy po 70 kW. Spaliny z kotłowni odprowadzane były przez dwa kominy, z których pierwszy otrzymał na „Selfridge'u” pod koniec lat 30. eksperymentalny, skierowany do tyłu kołpak, aby ograniczyć zadymianie pomostu.
Pierwotne uzbrojenie niszczyciela składało się z ośmiu armat Mk 12 kal. 127 mm w czterech podwójnych, nieopancerzonych wieżach artyleryjskich, rozmieszczonych w superpozycjach na dziobie i rufie. Podstawy Mk 22 nie były przystosowane do strzelania przeciwlotniczego. Do kierowania ich ogniem służyły dwa dalocelowniki optyczne Mk 35. Artylerię przeciwlotniczą stanowiły dwa czterolufowe zestawy armat automatycznych kal. 28 mm, po jednym za wieżą nr 2 i przed wieżą nr 3, oraz dwa pojedyncze wielkokalibrowe karabiny maszynowe typu Browning M2 kal. 12,7 mm, na platformie wokół tylnego komina. Ponadto niszczyciel posiadał osiem wyrzutni torped kal. 533 mm w dwóch poczwórnych zestawach umieszczonych w osi symetrii na śródokręciu, z ośmioma torpedami zapasowymi. Do wykrywania okrętów podwodnych służył sonar typu QC, zaś ich zwalczanie umożliwiały dwie zrzutnie bomb głębinowych na rufie.

## Modernizacje
Pierwsze lata, pokojowej jeszcze eksploatacji niszczycieli typu Porter wykazały, że wysoko rozmieszczone masy: przestronne nadbudówki oraz ciężkie trójnożne maszty, powodują problemy ze statecznością. Obserwacja działań wojennych na morzu w toczącej się od 1939 roku wojnie w Europie przekonała z kolei dowództwo US Navy, że uzbrojenie przeciwlotnicze okrętów amerykańskich jest zbyt słabe. Aby temu zaradzić, jako rozwiązanie tymczasowe, rozpoczęto instalację dział automatycznych Oerlikon kal. 20 mm w miejsce karabinów maszynowych Browning. Dotychczasowe maszty trójnożne zastąpiono lżejszymi palowymi, a kominy skrócono. Wzmocniono także uzbrojenie przeciwpodwodne, instalując cztery miotacze bomb głębinowych, tzw. K-guns.
Do uszkodzenia w bitwie koło Vella Lavella „Selfridge” zachował wszystkie swoje cztery wieże artyleryjskie. Podczas remontu prowadzonego w Mare Island Naval Shipyard dokonano całkowitego przezbrojenia jednostki. Dotychczasowe działa kal. 127 mm, mogące prowadzić ogień wyłącznie do celów morskich, zastąpiono pięcioma armatami tego samego typu, na uniwersalnych podstawach Mk 38 (dwie podwójne) oraz Mk 30 (pojedyncza). Przed pomostem dowodzenia zainstalowany został poczwórny zestaw dział automatycznych Bofors kal. 40 mm, dwa podwójne zestawy dział tego typu ustawiono na nadbudówce rufowej. Ponadto okręt dysponował czterema pojedynczymi działami Oerlikon. Pozostawiono wyrzutnie torpedowe, ale zrezygnowano z kłopotliwych w użyciu urządzeń do przeładowywania torped zapasowych. Ponadto dokonano zmian w strukturze nadbudówek: dotychczasowy zamknięty pomost dowodzenia zastąpiono niższym, otwartym, wzorowanym na rozwiązaniach brytyjskich. Okręt otrzymał radarowy dalocelownik artyleryjski Mk 37 oraz radary SC-2 i SG.
W kwietniu 1945 roku dokonano kolejnego wzmocnienia uzbrojenia przeciwlotniczego jednostki. Zdemontowane zostały obie poczwórne wyrzutnie torpedowe. Na rufowej nadbudówce, w miejsce dotychczasowych zdwojonych podstaw dział Boforsa zainstalowano poczwórne, podwójne zaś przeniesiono na stanowiska po obu stronach tylnego komina. W ten sposób liczba dział kal. 40 mm wzrosła do 16. Dla zrównoważenia ciężaru zdjęto jedną zrzutnię i dwa miotacze bomb głębinowych. Pozostawiono jedynie dwa działa Oerlikon, już po zakończeniu aktywnej służby wojennej zastąpione podwójnymi zestawami.

## Przebieg służby

### Okres przedwojenny
Przejęcie „Selfridge” przez US Navy nastąpiło niedługo po podpisaniu traktatu o przyjaźni pomiędzy III Rzeszą a faszystowskimi Włochami oraz w czasie nasilającej się wojny domowej w Hiszpanii. Mimo to niszczyciel wypłynął w swój dziewiczy rejs w zwyczajowy dla takich przedsięwzięć rejon: na Morze Śródziemne. Po odbytych tam w styczniu i lutym próbach morskich, w marcu powrócił przez Karaiby na Wschodnie Wybrzeże. Pomiędzy kwietniem a sierpniem 1937 roku przebywał w stoczni, dla usunięcia wykrytych w pierwszym rejsie usterek oraz odbywał szkolenia w rejonie Filadelfii. We wrześniu wszedł w skład eskorty prezydenckiej w podróży do Poughkeepsie, w następnym miesiącu wypłynął z Norfolk, przez Kanał Panamski, na Ocean Spokojny, gdzie na krótko dołączył do Battle Force. W listopadzie powrócił na Atlantyk do bazy w Norfolk i ponownie uczestniczył w prezydenckiej eskorcie. 9 grudnia został znów skierowany na Pacyfik, cztery dni później dołączył do Battle Force jako okręt flagowy 4. Eskadry Niszczycieli (Destroyer Squadron – DesRon), z bazą w San Diego.
Przez następne dwa lata pozostawał w okolicach wybrzeża południowej Kalifornii, odbywając rejsy szkoleniowe i uczestnicząc w cyklicznych ćwiczeniach floty pod kryptonimem „Fleet Problems”. W 1940 roku, w związku ze wzrostem zagrożenia ze strony Japonii, wraz z całym dywizjonem zawinął do bazy morskiej w Pearl Harbor. W przeddzień wybuchu wojny na Pacyfiku „Selfridge” pełnił rolę jednostki flagowej 4. Eskadry Niszczycieli, w skład którego wchodziły „Bagley”, „Blue”, „Helm” i „Henley” jako 7. Dywizjon (Destroyer Division – DesDiv) oraz „Jarvis”, „Mugford”, „Patterson” i „Ralph Talbot” (wszystkie należące do typu Bagley) jako 8. Dywizjon.

### Pierwsze miesiące wojny
6 grudnia 1941 roku „Selfridge” powrócił z rejsu eskortowego na wyspę Palmyra i zacumował w Pearl Harbor przy nabrzeżu X-9, razem z niszczycielami „Case”, „Tucker”, „Reid”, „Conyngham” oraz tendrem „Whitney”. Ponieważ następnego dnia była niedziela, spora część załogi otrzymała przepustki na ląd. Pomimo braków w obsadzie poszczególnych stanowisk, już w około pięć minut po rozpoczęciu japońskiego ataku obsługa broni przeciwlotniczej niszczyciela otworzyła ogień do samolotów przeciwnika. Dowódca okrętu skompletował następnie załogę z marynarzy innych okrętów i około 13.00 wyszedł na patrol w pobliże wyspy Oʻahu.
Od 15 grudnia 1941 roku niszczyciel wchodził w skład Task Force (TF) 14 zgrupowanego wokół lotniskowca „Saratoga”, dowodzonego przez kontradmirała Franka J. Fletchera. Uczestniczył w nieudanej próbie wsparcia obrońców wyspy Wake, a następnie patrolowaniu rejonu na południowy zachód od Midway. Po storpedowaniu „Saratogi” przez japoński okręt podwodny I-6 11 stycznia 1942 roku, eskortował uszkodzony lotniskowiec do Pearl Harbor. Następnie prowadził ćwiczenia i rejsy patrolowe w rejonie Hawajów, by 20 stycznia podjąć eskortę statku zaopatrzeniowego płynącego na wyspę Canton, gdzie dotarł siedem dni później. Podczas rozładowywania statku pełnił służbę patrolową wokół wyspy. W drodze powrotnej, 30 stycznia, operatorzy sonaru niszczyciela uzyskali kontakt z nieprzyjacielskim okrętem podwodnym, który został namierzony i obrzucony bombami głębinowymi. Wynik ataku nie jest znany, załodze niszczyciela przyznano prawdopodobne uszkodzenie jednostki przeciwnika. 6 lutego „Selfridge” zawinął do Pearl Harbor.
Pomiędzy 9 a 15 lutego ponownie pełnił funkcję eskortowca dla lotniskowca „Saratoga”, który po prowizorycznej naprawie w Pearl Harbor został odesłany na remont do stoczni Puget Sound w Bremerton na Zachodnim Wybrzeżu. W połowie marca powrócił na Hawaje w składzie eskorty konwoju, później osłaniał kolejne transporty na Canton. W kwietniu przewiózł żołnierzy marines oraz pocztę na Palmyrę i Wyspę Bożego Narodzenia, skąd udał się na Bora-Bora w archipelagu Wysp Towarzystwa, gdzie dołączył do eskorty konwoju z posiłkami i zaopatrzeniem dla garnizonów na Samoa i Tonga. 21 maja opuścił konwój, kierując się na Nowe Hebrydy i do Australii, gdzie do końca miesiąca eskortował statki żeglugi przybrzeżnej.

### Guadalcanal

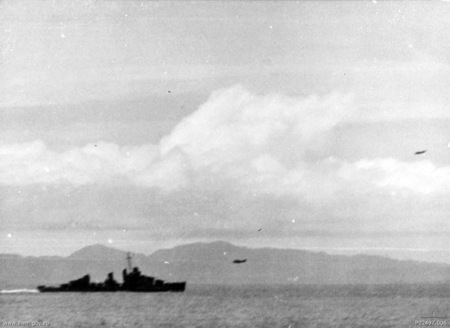
Amerykański niszczyciel (najprawdopodobniej „Selfridge”) odpierający atak japońskich bombowców u wybrzeży Guadalcanalu

W czerwcu na wodach australijskich został sformowany międzynarodowy zespół okrętów TF 44, w skład którego wszedł również „Selfridge”. Operował z nią do lipca, gdy w ramach koncentracji sił Sprzymierzonych przed desantem na Guadalcanalu odpłynął z resztą zespołu na Fidżi. Po połączeniu się sił wyznaczonych do wsparcia lądowania marines, cała armada skierowała się ku Wyspom Salomona. 7 sierpnia rozpoczęła się operacja desantowa. „Selfridge” pełnił rolę okrętu flagowego dowódcy 4. Dywizjonu Niszczycieli, komandora Corneliusa W. Flynna i jako część Task Group (TG) 62.2 uczestniczył w ostrzeliwaniu celów lądowych oraz niewielkiego zbiornikowca w porcie na wyspie Tulagi. Następnego dnia nadal osłaniał lądowanie wojsk i wyładunek zaopatrzenia z transportowców, podejmując z wody dwóch japońskich lotników z zestrzelonego bombowca.
W nocy z 8 na 9 sierpnia japońska flota przeprowadził kontrakcję, która zakończyła się pogromem alianckich krążowników w bitwie koło Savo. „Selfridge” nie uczestniczył bezpośrednio w tym starciu, pełniąc rolę osłony dla transportowców. 9 sierpnia około 5.30 rano został wysłany na patrol z zadaniem rozpoznania sytuacji uszkodzonych jednostek. Godzinę później komandor Flynn przesłał raport, a następnie został skierowany do zatopienia australijskiego krążownika „Canberra”, którego los został uznany za przesądzony. Artylerzyści „Selfridge'a”, do którego przyłączył się również niszczyciel „Ellet”, wystrzelili w sumie 263 pociski kal. 127 mm. Odpalono również cztery torpedy, z których tylko jedna eksplodowała. Dopiero kolejna torpeda, z „Elleta”, spowodowała zatonięcie „Canberry”.
Jeszcze tego samego dnia „Selfridge” odpłynął w eskorcie konwoju do Numei. Następnie powrócił na wody wokół Guadalcanalu i pozostawał tam do końca miesiąca, wraz z resztą TF 44 osłaniając lotniskowce w ich akcjach. 11 sierpnia wziął udział w nieudanej próbie przechwycenia japońskich okrętów na Morzu Koralowym. Odpłynął z zespołem do Brisbane 31 sierpnia, a przez kolejnych dziewięć miesięcy przebywał na wodach australijskich, Morzu Koralowym i w okolicach Nowej Gwinei, uczestnicząc w akcjach przeciwko japońskim próbom zaatakowania Port Moresby i eskortując lokalne konwoje.

### Bitwa koło Vella Lavella

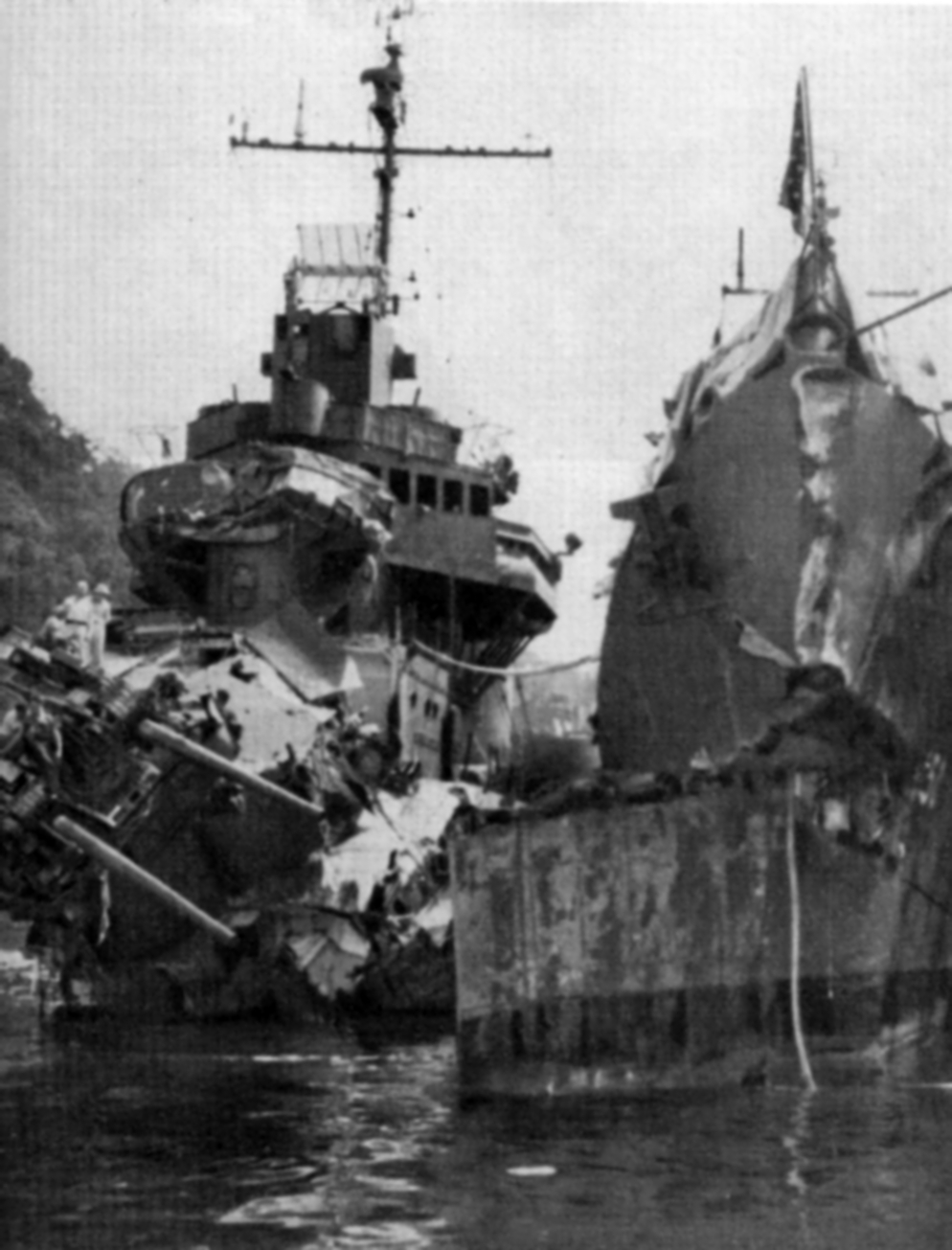
„Selfridge” (z lewej) i „O’Bannon” uszkodzone w bitwie koło Vella Lavella

W maju 1943 roku „Selfridge” wszedł w skład 3. Floty, 12 tego miesiąca zawinął do Numei. Przez całe lato współdziałał z krążownikami zespołów TF 36 oraz TF 37 i odbywał ćwiczenia z zespołami TF 38, TF 39 oraz TF 34. Pod koniec września, jako jednostka wydzielonego zespołu desantowego 3. Floty, eskortował konwój LST na Vella Lavella, gdzie w połowie sierpnia Amerykanie przeprowadzili operację desantową. Następnie prowadził nocne działania przeciwko żegludze japońskiej w rejonie Wysp Salomona, między innymi nocą z 1 na 2 października uczestnicząc w przechwyceniu grupy japońskich barek niedaleko Vella Lavella.
Pod naciskiem przeważających Amerykanów japońska kwatera główna zdecydowała się ewakuować nieliczny garnizon wyspy. 6 października 1943 roku grupa 12 małych jednostek transportowych, wraz z dziewięcioma niszczycielami, z których trzy również miały pełnić rolę transportowców, podpłynęła od północy do Vella Lavella. Po ich wykryciu przez amerykańskie samoloty rozpoznawcze, dowodzący siłami morskimi w regionie kontradmirał Theodore S. Wilkinson wysłał w kierunku przeciwnika trzy niszczyciele komandora Franka R. Walkera: „Selfridge” (okręt flagowy, dowódca komandor podporucznik G. E. Peckham), „Chevalier” i „O’Bannon”. Jednocześnie nakazał trzem dalszym niszczycielom komandora Harolda O. Larsona („Ralph Talbot”, „Taylor” i „La Vallette” odłączyć się od eskortowanego konwoju i podążyć na miejsce spodziewanego starcia. 
Komandor Walker, którego zespół został wykryty w drodze przez japońskie lotnictwo, postanowił nie czekać na wsparcie i zaatakować przeważającego przeciwnika. Po jego wykryciu, kierując się wskazaniami radaru, nakazał wykonanie ataku torpedowego, a zaraz potem otwarcie ognia artyleryjskiego. Uzyskali pierwszy sukces, trafiając i niszcząc niszczyciel „Yūgumo”, jednak „długa lanca” z tego ostatniego trafiła w „Chevaliera”, powodując eksplozję magazynów amunicyjnych. Dodatkowo trafiony okręt został staranowany przez płynącego za nim „O’Bannona”, który uszkodził przy tym własną część dziobową. W tym czasie komandor Walker na „Selfridge'u” zaatakował ogniem artyleryjskim japońskie „Shigure” i „Samidare”, dowodzone przez komandora Harę. Te wystrzeliły ze swych wyrzutni 16 torped, jedna z nich trafiła w dziób amerykańskiej jednostki. W wyniku eksplozji dziobowych komór amunicyjnych cała część dziobowa, aż po fundamenty drugiej wieży artyleryjskiej, została oderwana od reszty kadłuba i zatonęła. Wraz z nią zginęło 13 marynarzy, 36 dalszych zostało uznanych za zaginionych, 11 było rannych.
Gdy na akwen starcia dotarły niszczyciele komandora Larsona, Japończycy przerwali walkę. Bitwa ta była ich sukcesem taktycznym: ewakuowali garnizon wyspy i zadali większe straty Amerykanom. „Selfridge”, osłaniany przez nieco mniej poszkodowanego „O’Bannona”, dopłynął do Numei, gdzie wykonano prowizoryczną naprawę dziobu i odesłano okręt na remont do Stanów Zjednoczonych.

### Dalsze działania

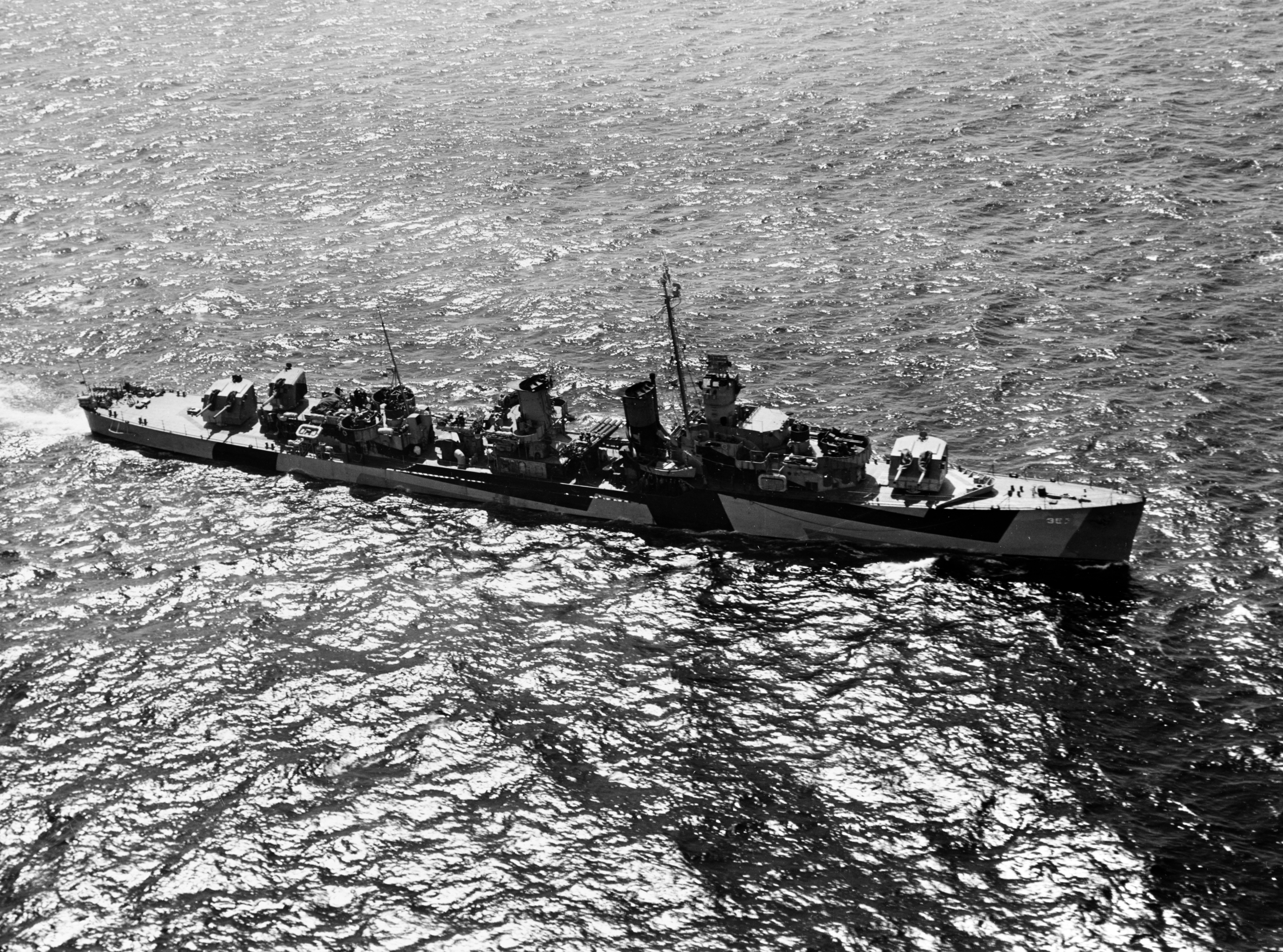
„Selfridge” w kwietniu 1945

Po zakończeniu remontu i przezbrojenia w stoczni Mare Island, niszczyciel odbył szkolenia w rejonie San Diego, po czym powrócił do Pearl Harbor 10 maja 1944 roku. Wszedł w skład sił przygotowujących się do inwazji na Mariany. Początkowo przydzielony do TG 50.11, wszedł w skład TF 58, zespołu szybkich lotniskowców. 11 czerwca był w eskorcie lotniskowca „Bunker Hill” podczas atakowania celów na wyspie Guam, dwa dni później bombardował pozycje nieprzyjacielskie na Saipanie, osłaniając operację trałowania podejść do rejonu desantu. W nocy prowadził ogień nękający na cele lądowe. 14 dołączył do jednostek wsparcia ogniowego, 15 czerwca osłaniał operację desantową na Saipanie. Przez dwa następne dni prowadził działania osłonowe w dzień i ogień nękający nocą. Później powrócił w skład TF 58. Podczas bitwy na Morzu Filipińskim (19 czerwca 1944 roku) wchodził w skład 12. Dywizjonu Niszczycieli komandora Karla F. Poehlmanna, w TG 58.7 wiceadmirała Willisa A. Lee. Dowódcą „Selfridge'a” był wówczas komandor porucznik Louis L. Snider. W tej bitwie powietrzno-morskiej artylerzyści niszczyciela nie zestrzelili żadnego japońskiego samolotu.
20 i 21 czerwca brał udział w pościgu za wycofującymi się Japończykami, od 24 osłaniał transportowce w rejonie Saipanu, a dwa dni później powrócił do roli okrętu wsparcia ogniowego dla oddziałów lądowych. 11 lipca odpłynął z akwenu, eskortując konwój do Eniwetok, gdzie dotarł 15 tegoż miesiąca. Trzy dni później wypłynął ponownie w rejon Marianów, tym razem dla wsparcia amerykańskich sił na wyspie Guam. Operował tam do 10 sierpnia, gdy odpłynął przez Eniwetok do Pearl Harbor. 21 sierpnia dowódca okrętu otrzymał rozkaz przejścia na Ocean Atlantycki.
7 września „Selfridge” na dobre opuścił Pacyfik, przepływając Kanał Panamski. Po dotarciu do Nowego Jorku został odstawiony do stoczni na przegląd, po czym powrócił do służby jako okręt flagowy sił eskortowych w składzie TF 65. Uczestniczył w osłonie konwojów atlantyckich pomiędzy Wschodnim Wybrzeżem a Tunezją, aż do kapitulacji III Rzeszy. Ostatni transatlantycki rejs zakończył w Nowym Jorku 7 czerwca 1945 roku. Do połowy września prowadził rejsy szkoleniowe po Morzu Karaibskim, po czym powrócił do Nowego Jorku, gdzie został poddany przygotowaniom do dezaktywacji. Wycofany ze służby 15 października, został formalnie skreślony z listy floty 1 listopada 1945 roku. 20 grudnia 1946 roku został sprzedany firmie rozbiórkowej George H. Nutman Inc. z Brooklynu i zezłomowany w roku następnym.
W toku swej służby otrzymał cztery odznaczenia bojowe (Battle Stars).